# Stazione di Rheydt Centrale
La stazione di Rheydt Centrale (in tedesco Rheydt Hbf)  è, insieme con la stazione di Mönchengladbach Centrale, una delle due principali stazioni ferroviarie della città tedesca di Mönchengladbach. Sorge nel quartiere di Rheydt.

## Storia
Il fabbricato viaggiatori fu ultimato nel 1956.

## Strutture e impianti
Curiosamente, al centro del fabbricato viaggiatori si erge un alto volume edilizio che ospita una sala cinematografica.

## Movimento

### Trasporto regionale e S-Bahn
La stazione è servita dalle linee RegioExpress RE 4 e RE 8 e dalle linee regionali RB 27, RB 33 e RB 34.

### Esplicative
1. ↑  abbreviazione di Rheydt Hauptbahnhof, letteralmente "Rheydt stazione principale"

### Bibliografiche
1. 1 2  Schack (2004), p. 166.
2. ↑   Schnellverkehrsplan VRR (PDF), su vrr.de. URL consultato il 4 maggio 2019 (archiviato dall'url originale il 15 dicembre 2017).